# Nicasius Grammaticus
 (janvier 2025).
Nicasius Grammaticus, né à Trente vers la fin du 17e siècle et mort à Ratisbonne le 28 septembre 1736, est un jésuite et astronome italien du 18e siècle.

## Biographie
Né à Trente vers la fin du 17e siècle, s'appliqua avec beaucoup d'ardeur à l'astronomie et fit des observations successivement Fribourg-en-Brisgau, à Ingolstadt, à Madrid et dans sa ville natale. Il mourut à Ratisbonne le 28 septembre 1736.

## Œuvres
- Methodus nova solis et lunæ eclipsium in plano organice delineandarum, Fribourg, 1720, in-4° ;
- Problema geographicum de longitudine locorum terræ per acum nauticam indaganda, Ingolstadt, 1723, in-4°. Le P. Schreier, son confrère, a eu part à cet ouvrage.
- Exercitatio de cometa anni 1723, ibid., 1724, in-4° ;
- Planetolabium novum pro solis reliquorumque planetarum positu accurate designando, ibid., 1725, in-fol. ;
- Explicatio et usus planetolagii novi, ibid., 1726, in-4° ;
- Uranophili e soc. Jesu tabulæ lunares ex theoria et mensuris Isaaci Newtoni in gratiam cultorum astronomiæ concinnatæ, addito usu tabularum, ibid., 1726, in-4° ;
- Dissertatio astronomica de ratione corrigendi typos et calculos eclipsium solis et lunæ, mapparumque geographicarum constructiones, ab astronomis et geographis hactenus adhibitas, in hypothesi telluris sphericæ, cum ista reapse sit figuræ sphæroidalis, ibid.,1734, in-4°, L'auteur supposait, avec Cassini, la terre allongée vers les pôles.
- De vera epocha conditi et per Christum reparati orbis dissertatio, ibid., 1734, in-4° ;
- Dissertatio astronomica de cometa annorum 1729 et 1730, Tyrnau, 1736, in-12.

On doit encore au P. Grammatico une nouvelle édition des Tables astronomiques de La Hire, avec des additions, Ingolstadt, 1722, in-4°.